# Melanocarpus albomyces
Melanocarpus albomyces är en svampart som först beskrevs av Cooney & R. Emers., och fick sitt nu gällande namn av Arx 1975. Melanocarpus albomyces ingår i släktet Melanocarpus, ordningen Sordariales, klassen Sordariomycetes, divisionen sporsäcksvampar och riket svampar.   Inga underarter finns listade i Catalogue of Life.